# Мюленбекия
Мюленбе́кия (лат. Muehlenbéckia) — род вечнозелёных и листопадных кустарников или полукустарников семейства Гречишные.
Род назван в честь шведского медика Х. Г. Мюленбека (1798—1845).

## Ботаническое описание
Это многолетний вечнозелёный кустарник или полукустарник с многочисленными вьющимися побегами. Ветви тонкие, коричневого или буроватого цвета, густо переплетаются между собой. В природе это стелющиеся или лазающие растения с древеснеющими красноватыми стеблями.
Листья очень мелкие, округлые, до 2 см (обычно меньше) в диаметре, расположены на стебле поочередно, черешковые, округлые или широкояйцевидные, иногда лопастные с усеченным или округлым основанием. Выше прикрепления черешка стебель охватывает пленчатый раструб. Зимой, в период покоя, мюленбекия частично сбрасывает листья.
Соцветия пазушные, малоцветковы, кистевидные. Цветки однополые или обоеполые, белые, до 0,6 см в диаметре, пятичленные.
Размножается делением куста, черенками и семенами.

## Распространение
Родина мюленбекии — Австралия, Новая Зеландия, Южная Америка, территория Новой Гвинеи и западное побережье Африки.

## Применение
Некоторые виды используют как декоративное ампельное комнатное растение.

## Виды
По информации базы данных The Plant List, род включает 12 видов:
- Muehlenbeckia andina Brandbyge
- Muehlenbeckia australis (G.Forster) Meisn. typus — Мюленбекия южная
- Muehlenbeckia complexa Meisn. — Мюленбекия спутанная, или Мюленбекия охватывающая
- Muehlenbeckia fruticulosa (Walp.) Standl.
- Muehlenbeckia hastulata (Sm.) I.M.Johnst.
- Muehlenbeckia nummularia H.Gross
- Muehlenbeckia platyclados (F.Muell.) Meisn.
- Muehlenbeckia sagittifolia (Ortega) Meisn. — Мюленбекия стрелолистная
- Muehlenbeckia tamnifolia (Kunth) Meisn.
- Muehlenbeckia tiliifolia Wedd.
- Muehlenbeckia urubambensis Brandbyge
- Muehlenbeckia volcanica (Benth.) Endl.